# 蒲澤春

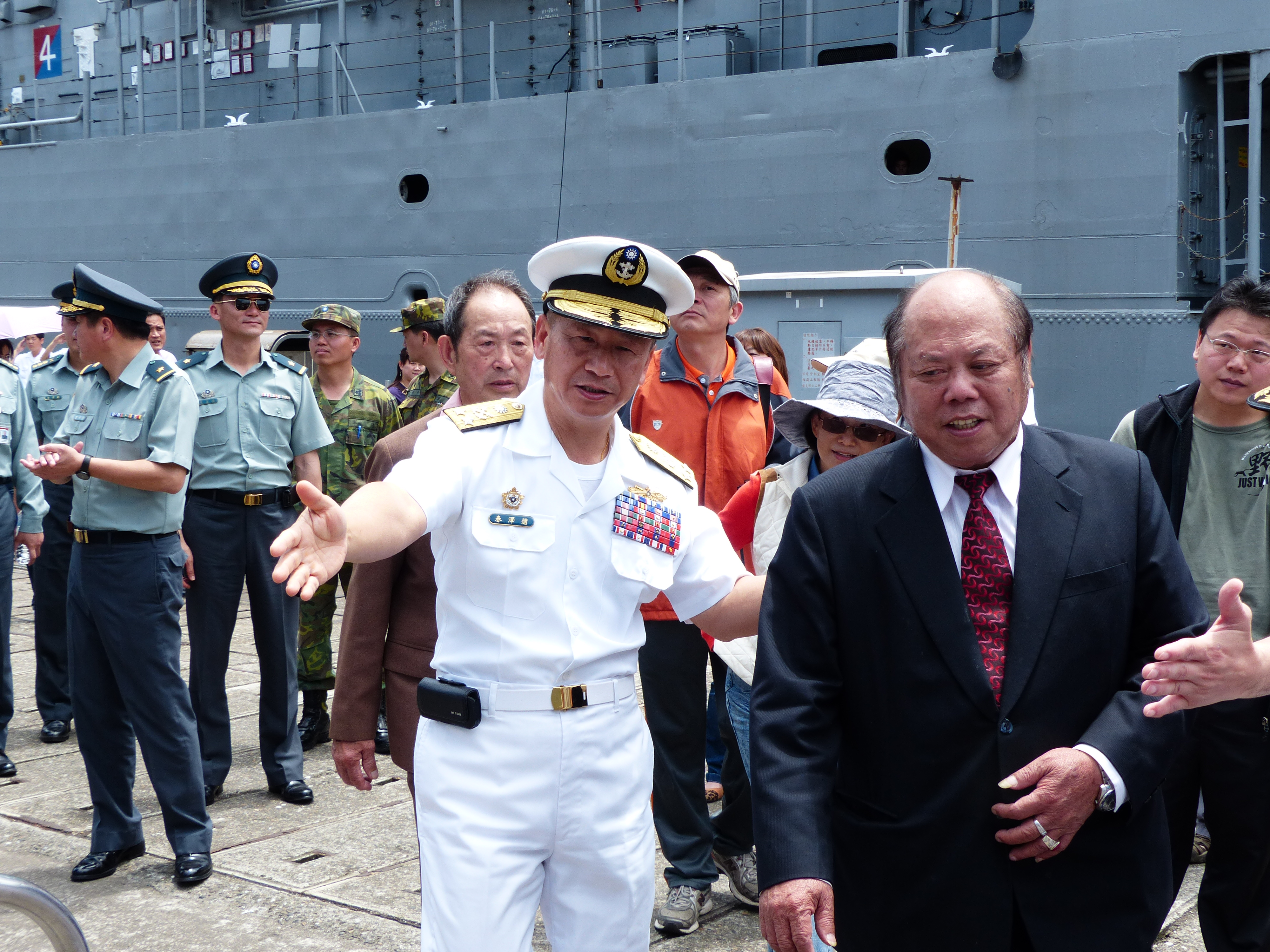
擔任海軍艦指部中將指揮官時期的蒲澤春中將

蒲澤春（1956年7月7日—），中華民國海軍二級上將（退役）、公共管理學者、管理學博士，生於桃園縣楊梅鄉埔心（現居於桃園市龍潭區經營私人養殖業農場），籍貫青海省樂都縣，畢業於治平高中5屆、美國海軍戰爭學院，為中華民國國軍留美將領之一、首位籍貫青海省上將、第三位博士級海軍上將（為繼劉曙曦與董翔龍後），現任清大孫立人榮譽講座教授、中大管院講座教授、政大社科院及義大政管系兼任教授、國防院戰略諮委，曾任政大社科院領袖學院名譽院長、總統府戰略顧問、國防部副部長、副參謀總長執行官、海軍副司令、海軍艦指部指揮官、參謀本部後勤參謀次長、國防部軍備局副局長、海軍司令部計畫處長、海軍168艦隊長、海軍2005年赴美接艦任務支隊長、海軍總部計畫署駐美華府聯絡官（駐外武官）及前海軍總司令葉昌桐上將辦公室秘書等職，並在職進修畢於美國東南大學企業管理系碩士、義守大學工業管理系博士。

## 生平
校級軍官時期，曾經擔任海軍總司令葉昌桐上將辦公室少校秘書，後來也擔任海軍總司令部計畫署駐美國華府連絡官，同時間在職進修，獲得美國海軍戰爭學院及美國東南大學學位，表現優異。
晉任少將後，萬中選一成為海軍紀德級驅逐艦赴美接艦任務支隊長，返國後負責海軍建軍規劃最重要的海軍司令部計畫處處長，深受時任國防部長李傑賞識及民主進步黨陳水扁政府重用，因而獲薦再以四年停年的時間打破常規、破格晉升中將。
晉任中將後，過去擔任過國防部軍備局副局長、國防部參謀本部後次室次長、海軍艦指部指揮官（任內曾發生海軍168艦隊演訓越界案，又稱「張鳳強案」，衍生眾多軍事爭議引起輿論抨擊，連同國防部長高華柱在內）和海軍中將副司令。
晉任二級上將後，先後擔任國防部參謀本部副參謀總長執行官、國防部副部長、總統府戰略顧問，任內主要貢獻專注於對美國軍事外交及ROTC招募創新。

2018年3月1日，據媒體報導，因與總統蔡英文不和而於國軍上將級職務調整中轉任總統府戰略顧問，並且一改以往由總統頒授上將勳章的儀式傳統，上將調職授勳一度改由國防部長嚴德發主持。
2019年2月，監察院以慶富案監督不周疏失違反《公務員服務法》規定通過對陳永康（時任海軍司令）、蒲澤春（時任海軍副司令）、王端仁（時任高雄市海洋局局長）與陳文深（時任農委會漁業署研究員）彈劾案並移送公懲會。2020年6月，公懲會判陳永康與蒲澤春有違失需降1級懲戒處分（但超過5年懲戒時效而免議）、王端仁與陳文則判決申誡。同月，取得義守大學管理學博士學位，其博士論文題目為：「自美海軍籌購除役軍艦專案管理創新模式之研究－以基隆級飛彈驅逐艦為例」，成為繼董翔龍博士與張冠群博士後，國軍歷史上第三位具有博士學位的上將。
退伍後，轉戰學術界，陸續任教於國立清華大學、國立政治大學、國立中央大學及義守大學，也獲江明修院長禮聘為國立政治大學社會科學學院領袖學院名譽院長，並頻繁受邀至美國大學校園演講，分享國際戰略安全議題；公餘時間，也關懷故鄉的地方發展，協助桃園市市長鄭文燦推動施政，投入包含國軍桃園總醫院急重症醫療大樓等建設。

## 荣誉

### 中华民国勋章奖章
- 三等宝鼎勋章（2015年1月30日于台北国防部颁授[5]）
- 二等宝鼎勋章（2018年2月28日于台北颁授[6]）

## 外部連結
| 军职           | 军职                                                                | 军职          |
| -------------- | ------------------------------------------------------------------- | ------------- |
| 中華民國國防部 |                                                                     |               |
| 前任： 李喜明  | 國防部軍政副部長 第十一任 2017年4月28日—2018年2月28日               | 繼任： 沈一鳴 |
| 前任： 廖榮鑫  | 國防部參謀本部副參謀總長執行官 第三十任 2015年1月31日—2017年4月28日 | 繼任： 陳寶餘 |
| 前任： 劉俊英  | 海軍司令部副司令 2013年9月1日—2015年1月30日                         | 繼任： 盧前惕 |
| 前任： 姜龍安  | 海軍艦隊指揮部指揮官 第五任                                         | 繼任： 黃曙光 |